# Firth

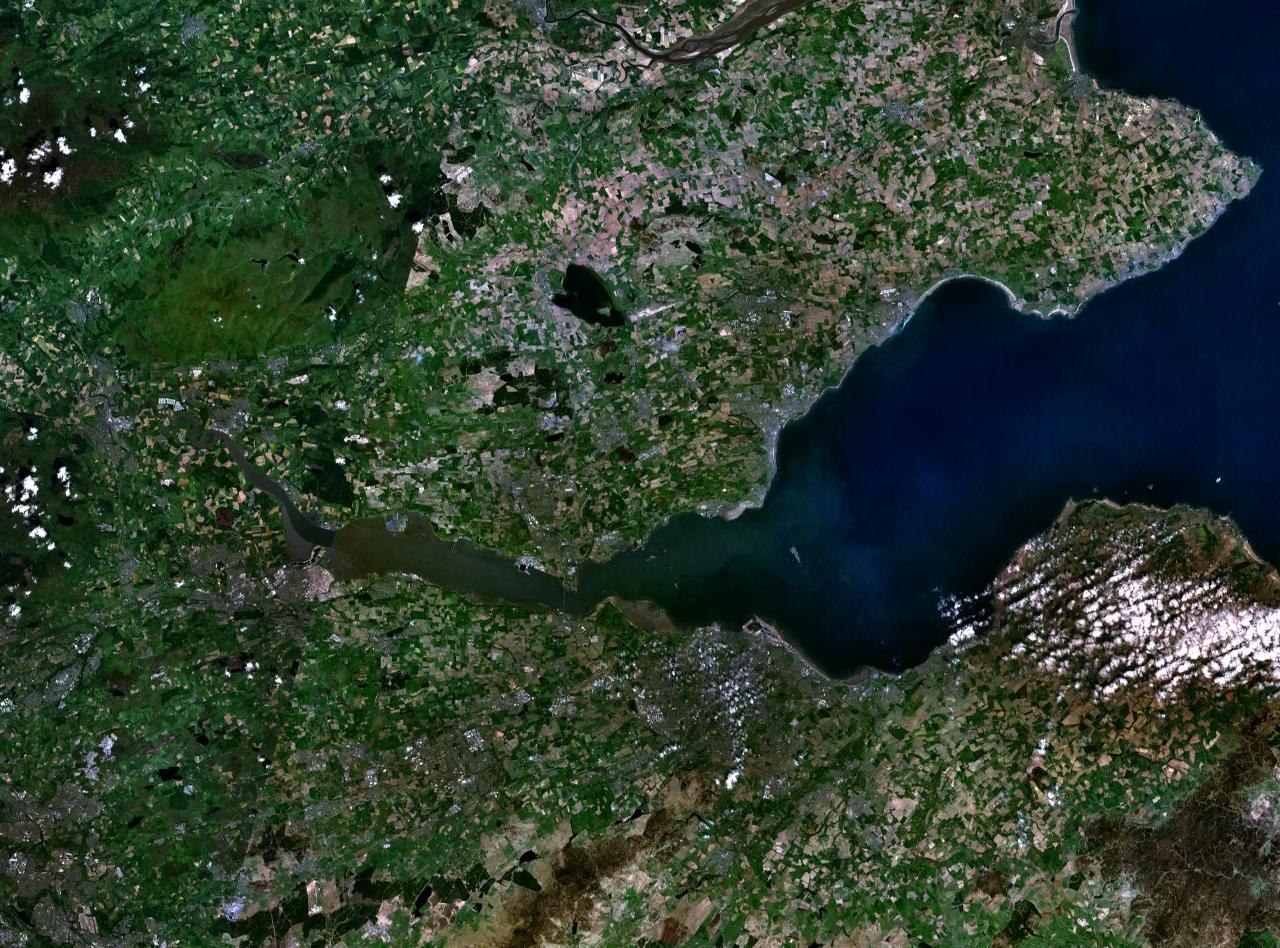
Il Firth of Forth e l'area circostante

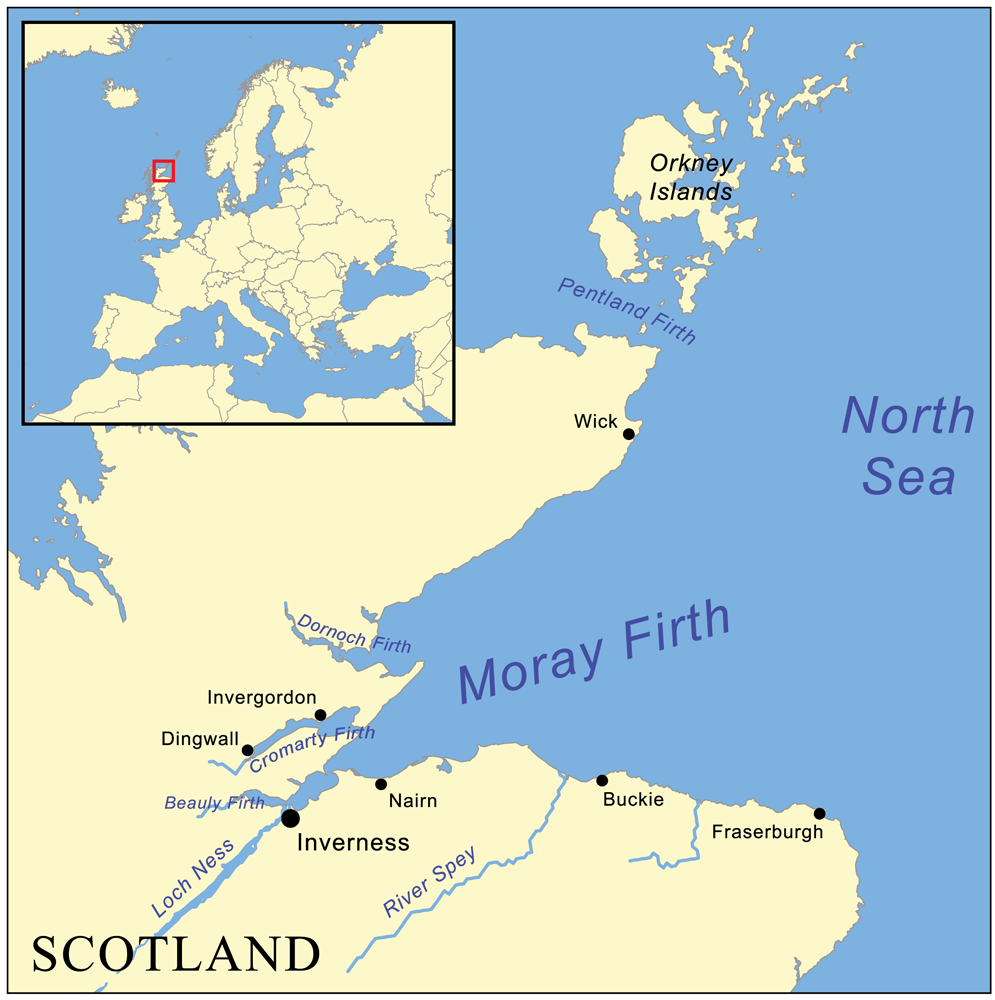
Mappa del Moray Firth

Firth è il termine scozzese per fiordo, avendo infatti in comune l'origine glaciale. Entrambe le dizioni condividono anche l'etimologia, derivando dal Proto-germanico *ferþuz.
Le baie, dette firths, sono più diffuse sulla costa orientale, o nel sud-est del paese (Firth of Lorn ne è l'unica eccezione). Nella zona degli Highlands questi corpi d'acqua sono chiamati loch.
Il firth è generalmente il risultato di una glaciazione, ed è spesso associato ad una  grande lingua di ghiaccio che ha eroso il terreno formando tali gole.

## Firthscozzesi

### Firthnella costa ovest (da nord a sud)

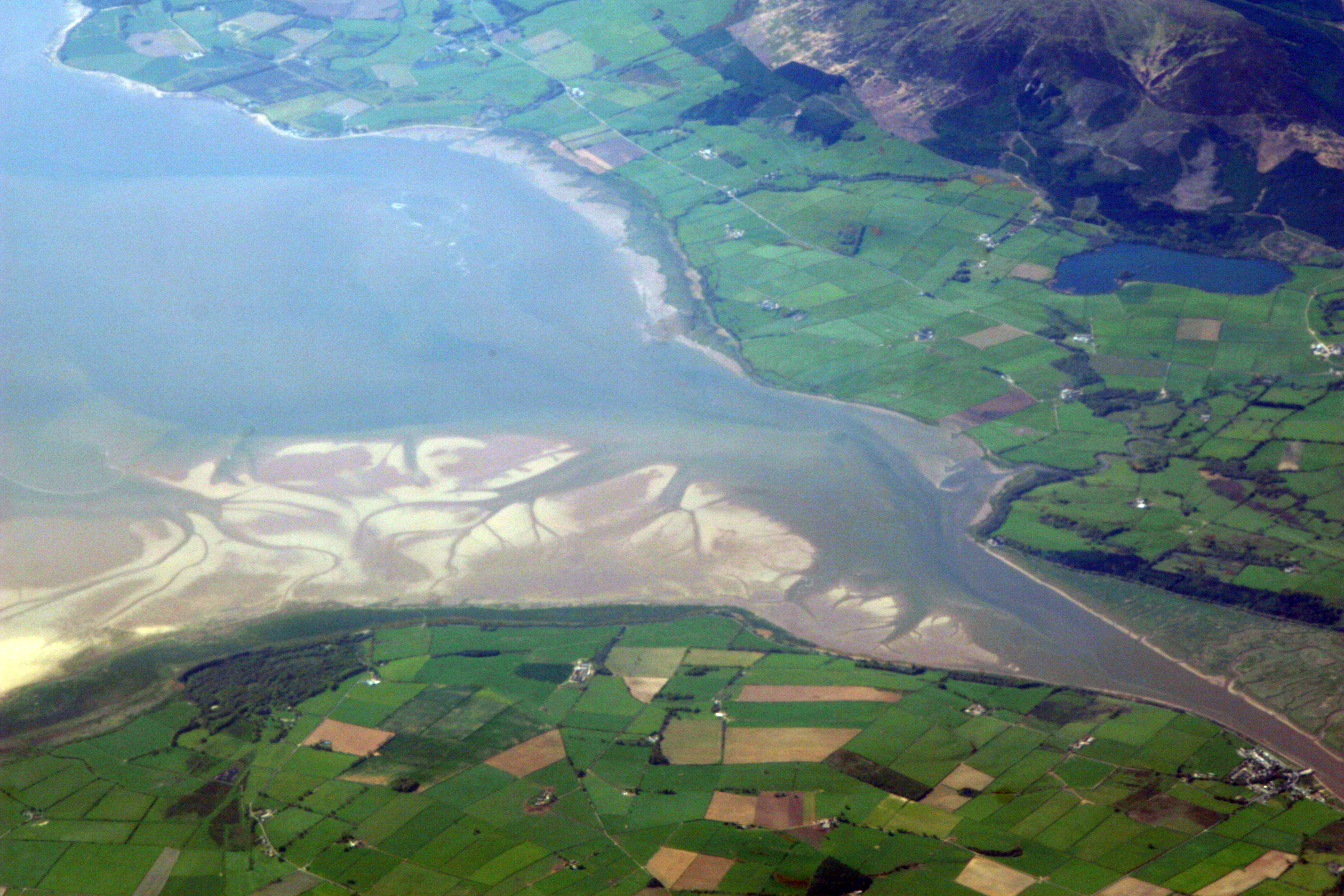
L'estuario del fiume Nith, che si getta nel Solway Firth a sud di Dumfries.

- Firth of Lorn (il più settentrionale, unito al Moray Firth attraverso il Great Glen, il Caledonian Canal e il Loch Ness a Inverness.)
  - Loch presso il Firth: Loch Lochy, Loch Linnhe, Loch Leven, Loch Oich.
  - Località: Oban, Fort William.
  - Isole: Isola di Mull, Isola Lismore e Isola Kerrera.
- Firth of Clyde (presso l'estuario del Clyde)
- *Loch presso il Firth: Gare Loch, Loch Long, Holy Loch, Loch Striven, Loch Riddon e fuori dal Kyles of Bute, Loch Fyne e Campbeltown Loch.
  - Località: Helensburgh, Port Glasgow, Greenock, Gourock, Dunoon, Rothesay, Wemyss Bay, Largs, Brodick, Ardrossan, Troon, Ayr, Girvan e Campbeltown.
  - Isole: Isola di Bute, Great Cumbrae, Isola di Arran
- Solway Firth (presso i fiumi Eden, Esk e il Nith).
  - Località: Carlisle sul fiume Eden, Annan e Gretna, Luce Bay, Wigtown, St Bees e Aspatria.

### Firthsnella costa est (da nord a sud)

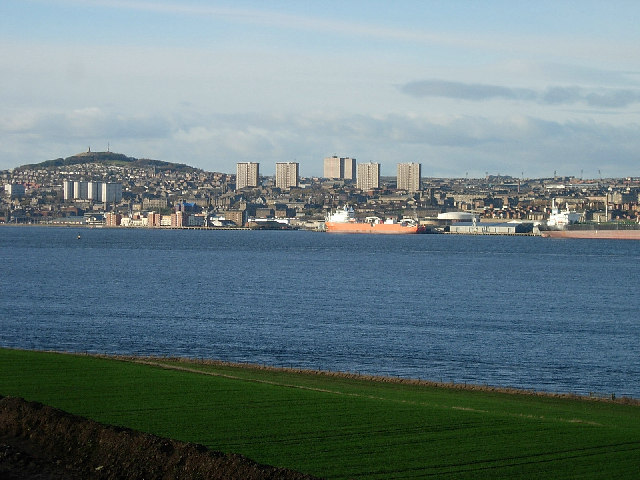
Dundee vista dal Fife sul Firth of Tay

Questi firth sono collegati, o sono parte del Mare del Nord.
- Dornoch Firth (il più settentrionale dei firths orientali).
  - Località: Dornoch, Dornoch Bridge, Bonar Bridge, Kyle of Sutherland, Tain, Portmahomack.
  - Fiumi: Oykel, Cassley, Shin e Carron.
- Cromarty Firth (questo firth termina nel Moray Firth).
  - Località: Cromarty, Dingwall, Invergordon.
  - Fiume: Conon, Orrin, Rusdale, Glass, Alness.
- Moray Firth and Beauly Firth.
  - Località sul Moray Firth: Inverness, Nairn, Fortrose, Ardersier, Fort George.
  - Località sul Beauly Firth: Beauly.
- Firth of Tay (estuario del Tay).
  - Località: Perth, Dundee, Monifieth, Tayport, Newport-on-Tay, Newburgh.
  - Fiumi: Tay, Earn.
  - Isole: Mugdrum Island
- Firth of Forth (estuario del Forth)
  - Località: Edimburgo, Dunfermline, Kirkcaldy, Falkirk, Stirling, Grangemouth, Rosyth, North Queensferry, South Queensferry, Musselburgh, Crail, Cellardyke, Anstruther, Pittenweem, St Monans, Elia (nome), Earlsferry. Attraversato dal Forth Bridge, (2.512 m), e dal Forth Bridge ferroviario, lungo 2.498 m.
  - Fiumi: Forth, River Avon, Water of Leith, River Almond, River Esk, River Leven
  - Isole: Bass Rock, Craigleith, Eyebroughy, Fidra, Inchcolm, Inchgarvie, Inchkeith, Inchmickery, Isle of May, The Lamb

### Firthnella costa nord della Scozia
- Pentland Firth. Questo firth è situato fra la Scozia e le isole Orcadi, e forma un collegamento fra l'Oceano Atlantico e il Mare del Nord.
  - Località: John o' Groats, Canisbay, Gills Bay, Rattar.
  - Isole: Hoy, Pentland Skerries, Swona, South Ronaldsay, South Walls (tutte considerate parte delle Orcadi); Stroma

### Firthnelle isole settentrionali
Le isole settentrionali erano parte della Norvegia fino al XV secolo, e hanno nomi proprio di origine norvegese. Nelle Shetland in particolare, "firth" può essere riferito a piccoli stretti, ma anche geo, voe e wick sono nomi comuni. Nelle Orcadi, wick è il termine più usato.
- Isole Orcadi
  - Bay of Firth
  - North Ronaldsay Firth
  - Stronsay Firth
  - Westray Firth
  - Wide Firth
- Isole Shetland
  - Lax Firth e Cat Firth
  - Collafirth/Colla Firth (due luoghi omonimi)
  - Firths Voe
  - Gon Firth
  - Olna Firth
  - Olnes Firth
  - Quey Firth
  - Unie Firth
  - Ura Firth
  - Burra Firth/Burrafirth (numerosi luoghi con questo nome)

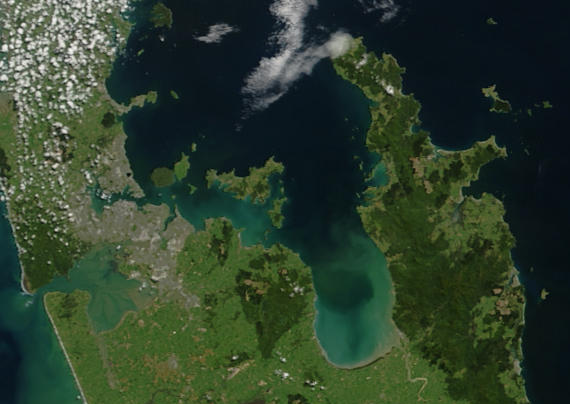
Il Firth of Thames è la baia più grande a sudest.

  - Effirth

## Firths al di fuori della Scozia
- Il Firth of Flensburg, un estuario che forma parte del confine fra Danimarca e Germania.
- Il Firth of Thames è una baia presso la foce del fiume Waihou in Nuova Zelanda.
- Il Firth of Tay, Antartide. Come in Scozia, presso Dundee, oltre al firth è presente un'altra Dundee Island.